# Mig äger ingen (film)
Mig äger ingen är en svensk dramafilm från 2013 i regi av Kjell-Åke Andersson. Filmen bygger på romanen med samma namn av Åsa Linderborg från 2007 och i rollerna ses bland andra Mikael Persbrandt, Tanja Lorentzon och Sten Ljunggren. Vid Guldbaggegalan 2014 tilldelades Persbrandt en Guldbagge i kategorin Bästa manliga huvudroll.

## Handling
Filmen skildrar en ensamstående fars relation till sin dotter. Det är en berättelse om alkoholism, barns utsatthet, men också om kärlek, svek och vänsterpolitik i 1970-talets Sverige.

## Rollista
- Mikael Persbrandt – Hasse
- Tanja Lorentzon – Katja
- Ida Engvoll – Lisa som 25-åring
- Saga Samuelsson – Lisa som 11-åring
- Ping Mon Wallén – Lisa som 4-åring
- Sten Ljunggren – farfar
- Barbro Oborg – farmor
- Magnus Roosmann – Lennart
- Peter Carlberg – Roffe
- Anna Blomberg – Roffes fru
- Linn Skåber – Sonja
- Anna Wallander – Görel
- Hanna Alström – Gertrud
- Marie Delleskog – fröken
- Eva Millberg – mormor
- Nils Moritz – Julle
- Kim Lantz – man på varvet
- Johan Hallström – doktorand
- Fernando Concha – morbror Guido
- Roger Siik – kollega på stålverket

## Produktion
Filmen spelades in mellan den 17 september och den 12 november 2012 i Trollhättan, Göteborg, Piteå och Luleå, efter ett manus av Pia Gradvall. Den producerades av Francy Suntinger för bolaget Filmlance International AB och hade premiär den 8 november 2013.

## Mottagande
Mig äger ingen sågs av 207 942 biobesökare i Sverige 2013 och blev därmed den åttonde mest sedda svenska filmen i Sverige det året.